# ميلتون كامبل (منافس ألعاب قوى)
ميلتون كامبل (بالإنجليزية: Milt Campbell)‏ (و. 1933 – 2012 م) هو منافس ألعاب قوى، ولاعب كرة قدم أمريكية، ولاعب جودو أمريكي، شارك في الألعاب الأولمبية الصيفية 1956، والألعاب الأولمبية الصيفية 1952، مركز لعبه هو ظهير ‏، توفي في غينسفيل، عن عمر يناهز 79 عاماً.

## التعليم
تعلم في Plainfield High School (New Jersey) ‏
.

## جوائز
حصل على جوائز منها:

عضوية قاعة شرف نيوجيرسي ‏

## روابط خارجية
- ميلتون كامبل على موقع الاتحاد الأمريكي لسباقات المضمار والميدان، قاعة المشاهير (الإنجليزية)
- ميلتون كامبل على موقع مرجع كرة القدم المحترفة.كوم (الإنجليزية)
- ميلتون كامبل على موقع JustSportsStats.com (الإنجليزية)
- ميلتون كامبل على موقع اللجنة الأولمبية الدولية (الإنجليزية)
- ميلتون كامبل على موقع أوليمبيديا (الإنجليزية)